# Anna Pazos
Anna Pazos (Barcelona, 1991) és una escriptora, periodista i documentalista catalana. Ha escrit articles per a diversos mitjans de comunicació com ara Núvol, Vice, The Jerusalem Post, El País, La Vanguardia i Le Monde Diplomatique i d'ençà del 2019 produeix documentals per a la BBC. També és coautora del podcast Les golfes amb Júlia Bacardit.
Durant el mes de maig del 2023 va publicar simultàniament dos llibres: un assaig curt Poder i desig (Fragmenta Editorial) i una obra de no-ficció Matar el nervi. Tots dos traduïts al castellà.

## Obres
- Matar el nervi (2023) La Segona Perifèria, Barcelona. ISBN 978-84-19059-14-7
- Matar el nervio (2023). Random House, Barcelona. ISBN 9788439741749
- Poder i desig (2023) Fragmenta Editorial, Barcelona. ISBN 978-84-17796-82-2
- Poder y deseo (2024). Fragmenta Editorial. Barcelona. ISBN 978-84-10188-03-7